# 신의주경공업대학
신의주경공업대학(新義州輕工業大學)은 평안북도 신의주시에 위치한 조선민주주의인민공화국의 대학이다. 경공업부문의 인재들을 양성하는 기술대학이다. 1982년 5월 27일에 창설되었다.
대학에는 식료공학부, 방직공학부, 일용화학공학부, 기계공학부를 비롯한 여러 개의 학부들과 강좌, 연구소, 연구원 등이 있다. 또한 현대적 실습 공장과 수십 개의 전공별 실험실, 연구실들이 있으며 십만여 부의 장서를 가진 도서관과 출판사, 편의 시설들이 있다.
현재 신의주경공업대학은 조선민주주의인민공화국의 경공업 발전에 믿음직한 역할을 할 능력 있는 기술 일꾼들을 육성하는 경공업 기술 인재 양성 기관으로 되어 있다. 대학은 ‘김일성훈장’과 ‘조선민주주의인민공화국창건20주년기념학교’ 칭호를 수훈하였다.